# Dirk van Hogendorp (1761-1822)

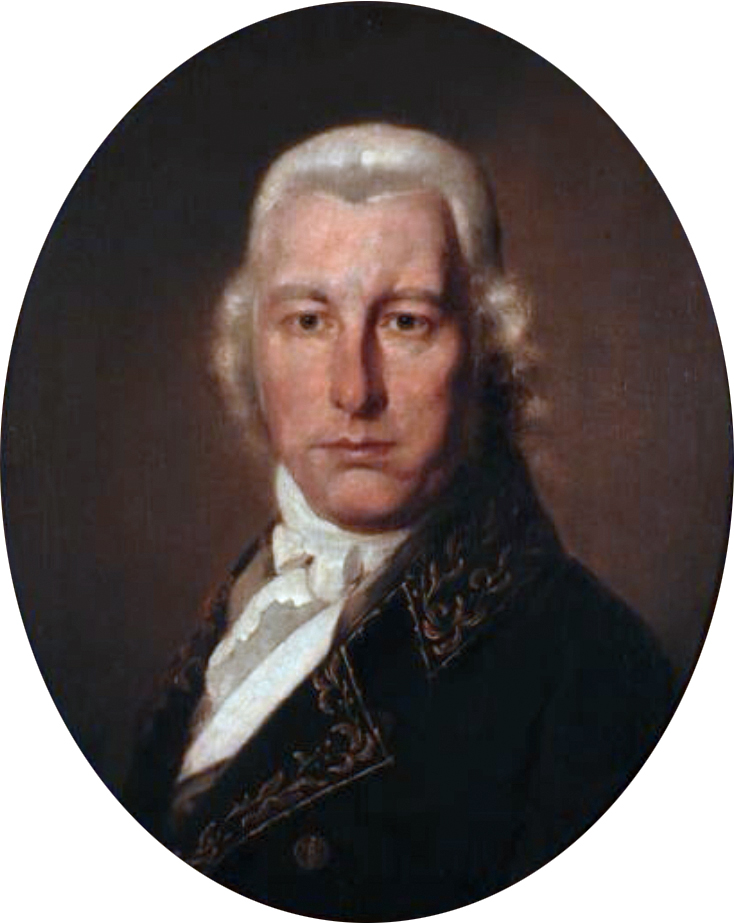
Dirk van Hogendorp (1803)

Diderik (Dirk) van Hogendorp (Heenvliet, 13 oktober 1761 – Rio de Janeiro, 29 oktober 1822), was een lid van het Rotterdamse geslacht Van Hogendorp. Dirk, de oudere broer van Gijsbert Karel van Hogendorp, was resident in Oost-Indië, criticus van de koloniale politiek, ambassadeur, minister en generaal in het leger van Napoleon Bonaparte. Hij was de zoon van Willem van Hogendorp (1735-1784) en de kleinzoon van Onno Zwier van Haren. Zijn zoon, Carel Sirardus Willem van Hogendorp, diende eveneens onder Frans gezag, en vertrok later in Nederlandse dienst naar Indië.

## Vroege militaire carrière en Indische tijd

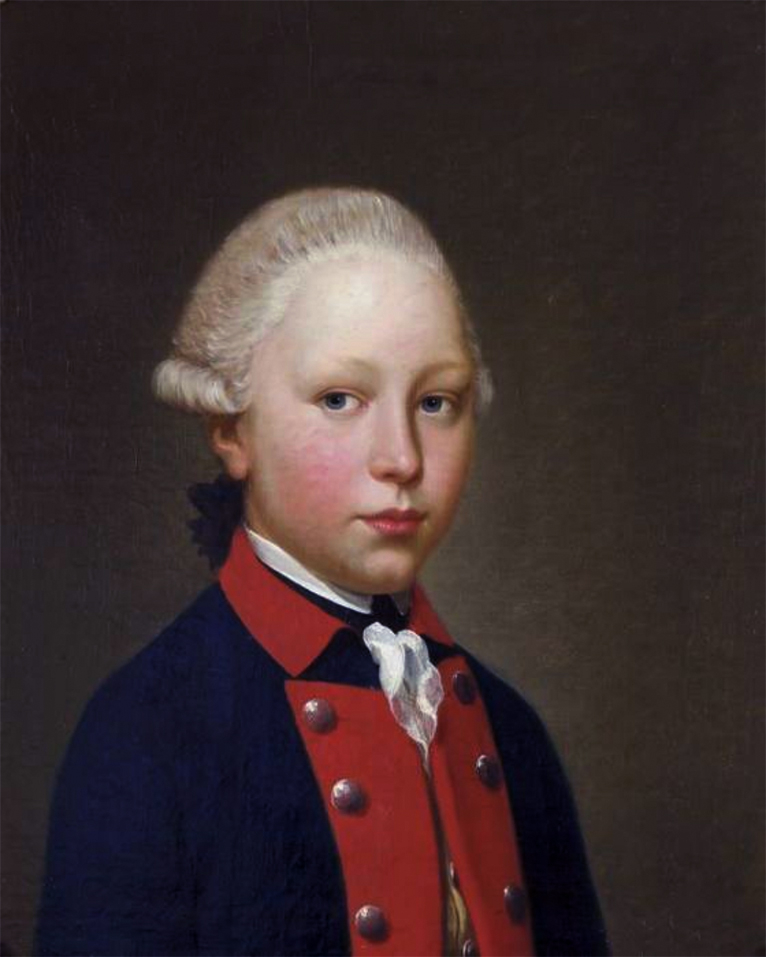
Dirk van Hogendorp op jeugdige leeftijd (Benjamin Samuel Bolomey)

Tegelijk met zijn broer Gijsbert Karel trad hij in 1773 in Pruisische dienst. Door de goede banden met het hof betaalde Wilhelmina van Pruisen hun opleiding aan de cadettenschool in Berlijn, nadat hun vader in de economische crisis van 1772 zijn fortuin kwijt was geraakt. Dirk nam deel aan de Beierse Successieoorlog in 1778. Vervolgens werd hij naar Koningsbergen gestuurd en kwam op de militaire academie terecht. In een duel raakte hij geblesseerd aan zijn dij, en daardoor kon hij om gezondheidsredenen in 1782 de Pruisische dienst verlaten.
In 1783 ging hij in dienst van de Admiraliteit van Amsterdam als kapitein-luitenant onder Jacob Pieter van Braam naar Nederlands-Indië. Hij stapte er over in militaire dienst voor de  VOC. Van Hogendorp onderscheidde zich bij de tocht naar de Riau-archipel om Buginese zeerovers of tinsmokkelaars af te straffen (1784-1785).
In Batavia huwde hij in 1785 met Elisabeth Margaretha Bartlo, de vijftienjarige dochter van de vicepresident der schepenen van Batavia, en hij trad in civiele dienst van de VOC; op haar zeventiende baarde Elisabeth hun zoon, Carel Sirardus Willem van Hogendorp. Van Hogendorp vervulde verschillende betrekkingen: 2e resident van Patna in het opiumgewest Bengalen (1786), administrateur op Onrust (1789), resident van Japara (1791), opperkoopman en gezaghebber van Soerabaja en Java's Noordoostkust (1794-1798). Gedurende de laatste functie groeide zijn weerstand tegen de slavernij. Vanaf het moment dat hij in dienst trad van de VOC zag hij in dat de compagnie in wezen bankroet was, en begon hij na te denken over manieren om de VOC te reorganiseren. In 1798 werd hij als gezaghebber van Java's Oosthoek geschorst, omdat hij zich openlijk en bij herhaling had uitgelaten over misstanden in het Indische bestuur. Hij vond dat het Indische bestuur zich onvoldoende hield aan de opdrachten uit het Nederland van na de omwenteling van 1795. Commissaris-generaal Nederburgh was zijn belangrijkste tegenstander. Een bericht van Van Hogendorp aan de Nationale Vergadering over de misstanden binnen het Compagniebestuur kwam in handen van Nederburgh. Om hem de mond te snoeren werd Van Hogendorp gearresteerd op beschuldiging van zelfverrijking, machtsmisbruik, afpersing en uitbuiting van de lokale bevolking. Na op ruwe wijze van Soerabaja naar Batavia vervoerd te zijn, vluchtte hij, uit angst in Indië geen eerlijke rechtszaak te krijgen, in 1799 met een Deens schip naar Nederland, onder achterlating van zijn vrouw.
In Nederland klaagde hij het bewind in Indië met succes aan; in november 1800 werden de klachten tegen Van Hogendorp afgewezen.
Zijn in december 1799 uitgegeven Bericht van den tegenwoordigen toestand der Bataafsche bezittingen in Oost-Indien en den handel op dezelve, geschreven tijdens zijn terugreis naar Nederland, waarin hij zich o.a. een tegenstander van de slavernij toonde, was geruchtmakend en werd met instemming ontvangen. Van Hogendorps vrouw stierf 11 april 1801 te Batavia, zijn zoon stuurde hij naar een kostschool in Sorèze.

In 1803 hertrouwde hij met Augusta Eleonora Caroline prinses van Hohenlohe-Langenburg.

## De diplomaat en generaal

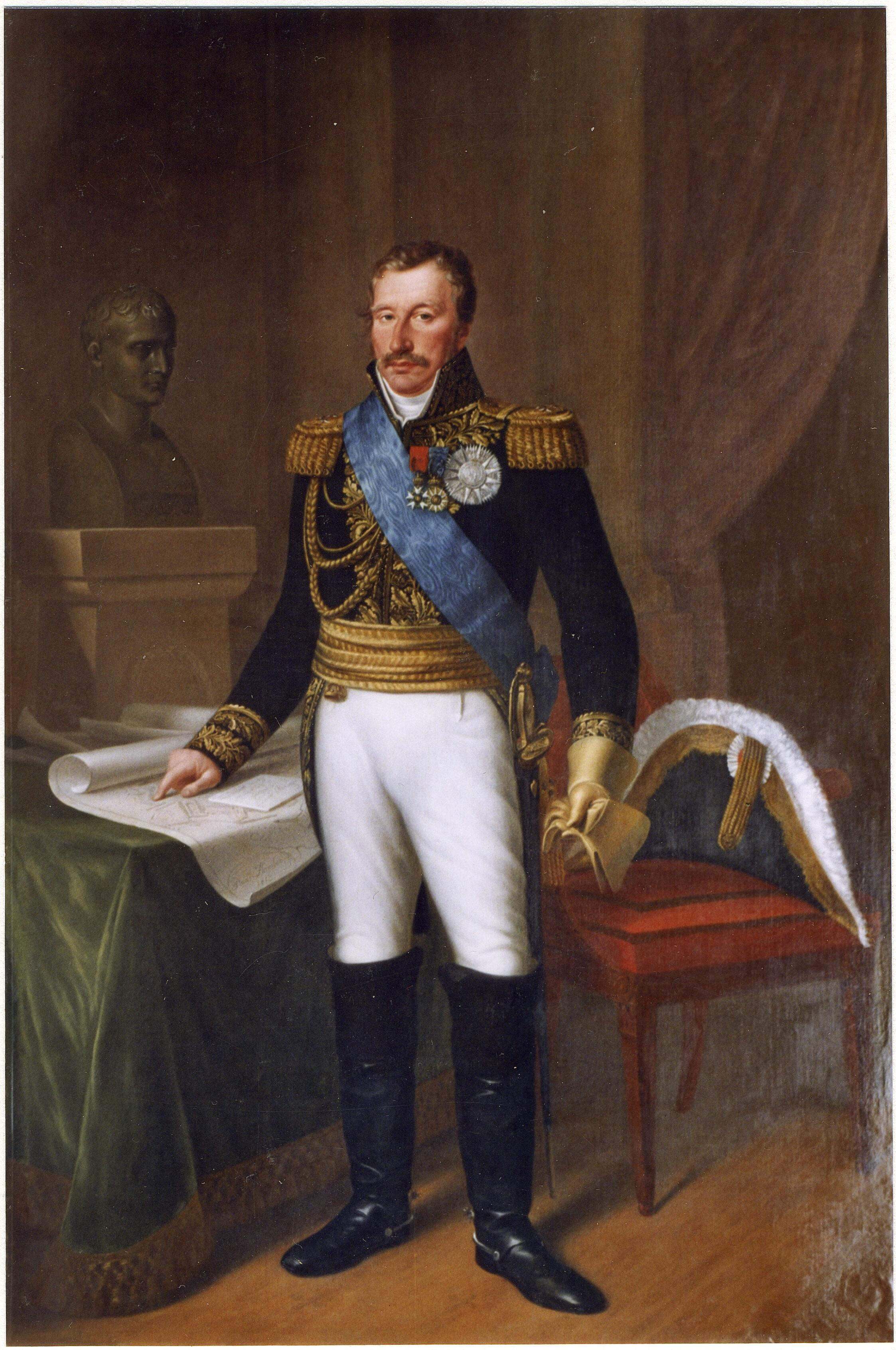
Dirk van Hogendorp als gouverneur van Hamburg

Het Staatsbewind benoemde hem in november 1802 tot lid van de Staatscommissie, die bijeengeroepen werd om van advies te dienen over de wijze waarop de Nederlandse Oost-Indische bezittingen na het opheffen van de VOC moesten worden bestuurd. In de commissie vond hij de voormalig commissaris-generaal Nederburgh weer tegenover zich. De discussies liepen hoog op. De Sectie Marine en Koloniën van het Staatsbewind had aanvankelijk Van Hogendorp als gouverneur-generaal van Indië voor ogen, maar onder andere Nederburgh was daarvan een fel tegenstander. Tegen het eind van dat jaar werd Van Hogendorp benoemd tot buitengewoon gezant aan het Russische hof te Sint-Petersburg om te pogen het door tsaar Paul I van Rusland beloofde handelsverdrag aan Willem Berend Buys, zijn voorganger in Rusland, te redden. Herman Willem Daendels werd benoemd tot gouverneur-generaal van Indië.
Op 10 juni 1803 arriveerde Van Hogendorp te Sint Petersburg; in 1805 keerde hij naar Nederland terug. Een jaar later benoemde koning Lodewijk Napoleon hem tot gewoon staatsraad en voorzitter van de Sectie van Oorlog, en in 1807 tot minister van Oorlog. Vanaf dat moment liet hij zijn bemoeienis met Indië varen. Hij richtte een militaire school op in Honselersdijk en breidde het Nederlandse leger in opdracht van Napoleon uit van 17.000 tot 40.000 man.
In januari 1808 werd hij als buitengewoon gezant naar Wenen gestuurd om er te onderhandelen over de schulden van Oostenrijk aan Holland; zijn zoon Carel vergezelde hem op deze missie als auditeur. Uit zijn correspondentie in deze tijd blijkt dat hij toen al overtuigd was van de onoverwinnelijkheid van Napoleon, en geen oog meer had voor degenen die zich daartegen zouden willen verzetten. Bij het uitbreken van de Vijfde Coalitieoorlog van 1809 keerde hij samen met zijn oudste zoon naar Nederland terug, opnieuw onder achterlating van zijn (hoogzwangere) vrouw. Hij weigerde het gezantschap te Berlijn omdat hij de beloning te karig vond, en werd door Lodewijk Napoleon benoemd tot gevolmachtigd minister te Madrid (juni 1810), wat echter niet ten uitvoer kwam als gevolg van de inlijving van Nederland in het Franse Keizerrijk; het koninkrijk dat hij diende te vertegenwoordigen in Madrid bestond immers niet meer.
Onder de nieuwe leiding werd een eenheid, bestaande uit ministers, provincieafgevaardigden en militairen (onder leiding van Van Hogendorp) als gezantschap naar Parijs gestuurd.
Hoewel hij in zijn Memoires schreef dat hij afwijzend stond tegenover de inlijving, werd hij in 1811 tot divisiegeneraal en aide de camp van Napoleon benoemd. Nauwelijks een jaar later werd hij verheven in de adelstand met als titel comte de l'Empire (graaf van het Keizerrijk). Bovendien werd hij onderscheiden met het grootkruis in de Orde van de Reünie. Dat daarbij een eed van trouw aan Napoleon moest worden afgelegd, weerhield hem niet deze onderscheiding te accepteren.
Van Hogendorp begeleidde Napoleon tijdens diens bezoek in 1811 aan onder meer Vlissingen, Utrecht, Leiden, Den Haag, Amsterdam en Den Helder. De relatie was zo goed, dat hij ervoor koos voortaan met de naam Thierry (Frans voor Dirk) te worden aangesproken.
Hij werd tot gouverneur van Koningsbergen benoemd. Hij ontmoette er voor de eerste maal maarschalk Davout, maar het boterde vanaf het begin niet tussen hen. Omdat hij verwachtte langer in Koningsbergen te blijven liet hij zijn vrouw en dochter uit Parijs overkomen.

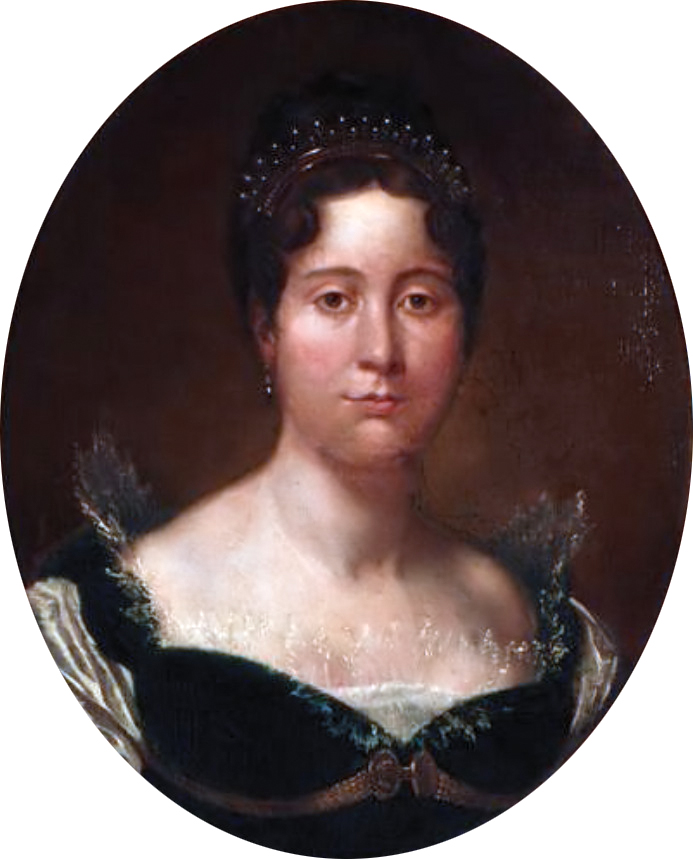
Augusta Eleonora Carolina prinses von Hohenlohe Langenburg, zijn tweede vrouw (1775-1813)

In juli 1812 werd hij als gouverneur-generaal in Vilnius gezonden en benoemd als voorzitter van de voorlopige Litouwse regering, om daar hospitalen in te richten en de bevoorrading te verzorgen. Hij richtte er een Litouws legeronderdeel op voor deelname aan de Russische veldtocht in 1812. De terugtocht van het Franse leger werd een ramp; het leger was gedecimeerd. In Smorgon besloot Napoleon zo spoedig mogelijk terug te keren naar Parijs voor het nieuws bekend werd. Hij gaf het bevel aan Murat. Vilnius verviel in chaos, uitgehongerde soldaten plunderden de stad en door ziekten en kou stierven soldaten met honderden tegelijk. Van Hogendorp trok zich op zeker moment terug naar Koningsbergen en vervolgens naar Berlijn waar hij zijn vrouw en zijn dochter Louise, de laatste van zijn zes kinderen uit het tweede huwelijk, terugzag voordat zij stierven door roodvonk.
Na de slag bij Bautzen werd hij door Napoleon tot gouverneur van Hamburg benoemd (1813) onder het militaire commando van maarschalk Davout. Hamburg was een belangrijke stad voor de handhaving van het Continentale Stelsel. Na de val van Leipzig namen zij maatregelen om Hamburg te versterken. Een van die maatregelen was de deportatie van iedereen die voor de verdediging van de stad tot last zou zijn; bijna 25.000 mensen waren genoodzaakt de winter onder bittere omstandigheden buiten de stad te overleven. Zo wisten Davout en Van Hogendorp de stad te houden tot na de val van Napoleon in 1814.
Na de val van Napoleon nam Van Hogendorp op 30 augustus 1814 ontslag uit Franse dienst en betuigde zijn trouw aan Willem I. Hij trof in Nederland echter vanwege zijn handelen in Hamburg een grote afkeer bij de koningsgezinden. Van Hogendorp deed er aanvankelijk het zwijgen toe, maar toen hij de memoires van Davout las, bleek dat hij daarin als zondebok werd aangewezen. Hij schreef daarom in 1814 ter verdediging zijn Memorie (...) ter wederlegging van alle de nadeelige gerugten en lasteringen welke (...) tegen hem uitgestrooid zyn, gedurende hy Gouverneur was van Hamburg..., waarin hij op zijn beurt Davout aanviel.
Gedurende de terugkeer van Napoleon liep de geruïneerde Dirk van Hogendorp opnieuw over naar Franse zijde. Hij werd door Napoleon tot gouverneur van Nantes benoemd. Na de Slag bij Waterloo, de definitieve val van Napoleon, keerde Van Hogendorp niet meer naar zijn geboorteland terug.

## Balling in Brazilië

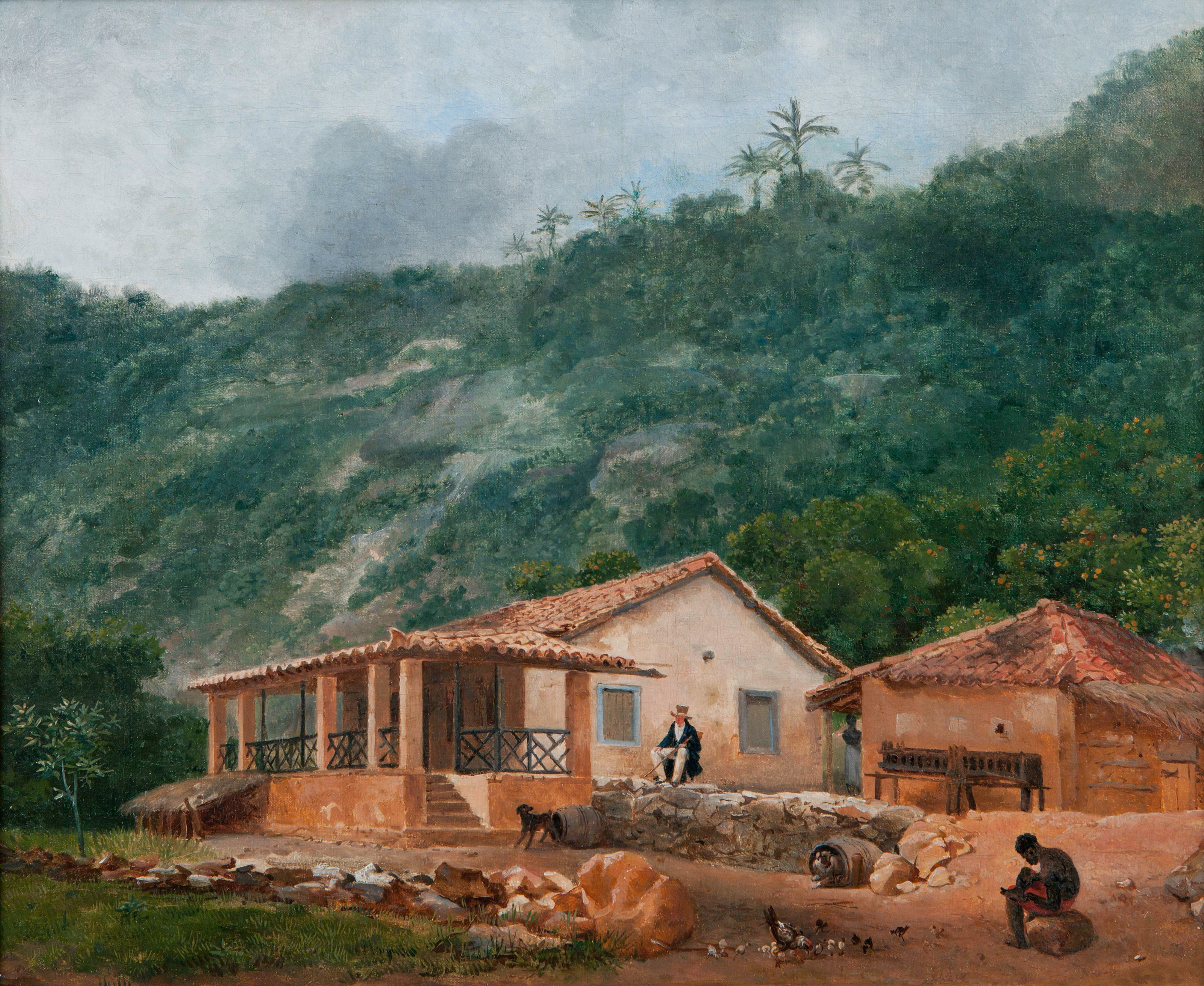
Dirk van Hogendorp op Novo Sion. (circa 1820)

Van Hogendorp vertrok in 1816 als een vrijwillige balling naar Brazilië, en kwam op 10 februari 1817 in Rio de Janeiro aan. Hij huurde een plantage voor koffie en sinaasappelen aan de voet van de Corcovado, de berg waarop nu het beeld Christus de Verlosser staat. Tot aan zijn dood woonde hij op de kleine plantage. In de eenvoudige woning hing zijn levensgrote portret in generaalsuniform als een herinnering aan zijn vroegere gloriedagen. Hij gaf zijn plantage de naam Novo Sion, naar de buitenplaats Sion van zijn vader. Als tegenstander van de slavernij wilde hij er slaven als vrije dagloners laten werken. Dat ze dat niet waardeerden verbaasde hem. In zijn kasboek noteerde hij: "men moet hier absoluut Slaven hebben, om dat vryen al te slegt zijn, en alle ogenblik verhuizen of weglopen". Regelmatig namen opvarenden van Nederlandse schepen de moeite hem daar te bezoeken. Prins-regent Johan VI van Portugal bezocht hem in 1821 om zijn advies te vragen. Er is begin 1822 zelfs nog even sprake geweest van een Braziliaans ministerschap onder Johan VI voor Dirk.
Hij schreef in Brazilië zijn memoires waarin hij Davout fel bekritiseerde, en gaf die mee aan de ontdekkingsreiziger Jacques Arago. Hij bepaalde echter dat de memoires slechts mochten worden uitgegeven indien Davout zich kon verdedigen. Van Hogendorp stierf in 1822, een half jaar voor Davout. Zijn memoires werden daarom pas in 1887 door zijn kleinzoon gepubliceerd.
Napoleon liet aan Dirk van Hogendorp in zijn testament 100.000 franc na.

## Geschriften
Behalve verschillende berichten, stukken, ontwerpen en antwoorden betreffende de Oost-Indische zaken vervaardigde hij een toneelstuk getiteld: Kraspoekol of de slavernij, een tafereel der zeden van Nederlandsch-Indië (Delft 1800). Het was gebaseerd op een novelle, geschreven door zijn vader, maar waar zijn vader in de novelle slechts opriep tot goede behandeling van de slaven, wees Dirk in dit toneelstuk de slavernij af. Het toneelstuk werd eenmaal opgevoerd, maar het moest door acties van demonstranten al na de eerste akte worden afgebroken. Reeds in 1796 schreef hij over dit onderwerp een stuk getiteld: Proeve over den slavenhandel en de slavernij in Nederlandsch-Indië, te vinden in zijn Stukken rakende den tegenwoordigen toestand der Bataafsche bezittingen in Oost-Indië en den handel op dezelve.
Hij gaf in 1802 Ontwerp, om de Oost-Indische Compagnie in haren vorige bloei en welvaart beschouwd, als een handeldrijvend lighaam te herstellen uit.
In 1814 publiceerde hij een Memorie van den Generaal graaf van Hogendorp ter wederlegging van de nadeelige gerugten, welke tegen hem zijn uitgestrooid, gedurende hij Gouverneur van Hamburg was als antwoord op de verwijten aan zijn adres.
Hij schreef een autobiografie maar deze werd pas in 1887 door zijn kleinzoon Dirk Carel August van Hogendorp gepubliceerd: Mémoires du Général Dirk van Hogendorp (Den Haag, 1887).